# Ebenezer Assifuah
Ebenezer Assifuah-Inkoom (Acra, 3 de julio de 1993) es un futbolista ghanés. Juega como delantero en el Kedah Darul Aman F. C. de la Superliga de Malasia.

## Selección nacional
Assifuah jugó para la selección sub-20 de su país tanto en el Campeonato Juvenil Africano de 2013 como en la Copa Mundial de Fútbol Sub-20 de 2013 en donde fue goleador del torneo con 6 tantos.

### Participaciones con la selección
| Torneo                                | Sede    | Resultado    | Partidos | Goles |
| ------------------------------------- | ------- | ------------ | -------- | ----- |
| Campeonato Juvenil Africano de 2013   | Argelia | Subcampeón   | 5        | 3     |
| Copa Mundial de Fútbol Sub-20 de 2013 | Turquía | Tercer lugar | 7        | 6     |

## Clubes
| Club                   | País    | Año       |
| ---------------------- | ------- | --------- |
| Sekondi Eleven Wise    | Ghana   | 2011-2012 |
| Liberty Professionals  | Ghana   | 2012-2013 |
| F. C. Sion             | Suiza   | 2013-2017 |
| Le Havre A. C.         | Francia | 2017-2020 |
| Pau F. C.              | Francia | 2020-2022 |
| Kedah Darul Aman F. C. | Malasia | 2023-     |

## Palmarés

### Títulos nacionales
| Título        | Club       | País  | Año  |
| ------------- | ---------- | ----- | ---- |
| Copa de Suiza | F. C. Sion | Suiza | 2015 |